# Atlanticus americanus
Atlanticus americanus är en insektsart som först beskrevs av Henri Saussure 1859.  Atlanticus americanus ingår i släktet Atlanticus och familjen vårtbitare.

## Underarter
Arten delas in i följande underarter:
- A. a. hesperus
- A. a. americanus